# Amblycercus holosericeus
Amblycercus holosericeus (лат.) — вид птиц семейства трупиаловых. Единственный представитель в роде Amblycercus, выделяют три подвида.

## Описание
Оперение полностью чёрное. Ноги и ступни темно-серые. Глаза желтые или желто-оранжевые. Клюв жёлтый с серым оттенком. Длина представителей данного вида — 23 см.

## Рацион
A. holosericeus питается насекомыми и другими беспозвоночными, а также некоторыми фруктами. Он использует технику «клевания», похожую на технику дятла, чтобы получить доступ к внутренней части ветвей и бамбука.

## Размножение
Весной представители данного вида строят прочное чашеобразное гнездо, что необычно для других представителей семейства,  которые склонны строить висячие плетеные гнезда.